# (12709) Bergen op Zoom
(12709) Bergen op Zoom est un astéroïde de la ceinture principale.

## Description
(12709) Bergen op Zoom est un astéroïde de la ceinture principale. Il fut découvert le 15 novembre 1990 à La Silla par Eric Walter Elst. Il présente une orbite caractérisée par un demi-grand axe de 2,64 UA, une excentricité de 0,12 et une inclinaison de 12,6° par rapport à l'écliptique.

## Compléments